# Mario Lombardo

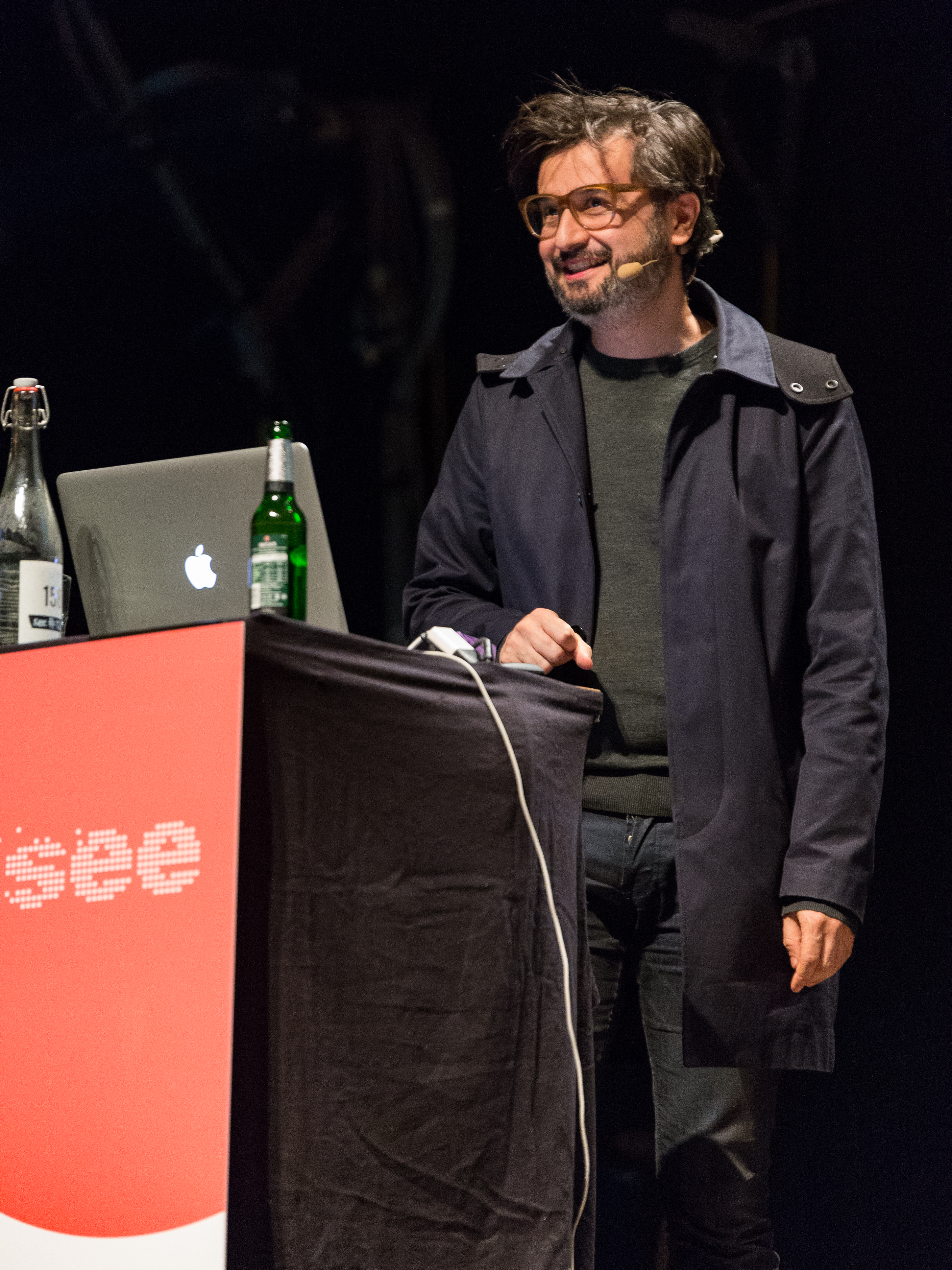
Mario Lombardo auf der See-Conference 2017

Mario Lombardo (* 12. August 1972 in Rosario, Argentinien) ist ein deutscher Gestalter und Kommunikationsdesigner. Sein Schwerpunkt liegt auf der Zeitschriften-Gestaltung und bewegt sich im kulturellen Kontext von Kunst, Mode, Musik, Fotografie, Design und Architektur. Er lebt und arbeitet in Berlin.

## Leben
Lombardo kam 1978 mit seinen Eltern aus Argentinien nach Deutschland, die das Land vor der herrschenden Militärjunta flohen. Der Sohn eines Architekturprofessors und einer Spanischlehrerin wuchs in Aachen auf.
Sein Interesse an Gestaltung erwuchs als Teenager: Magazine wie The Face, I-D und Tempo faszinierten ihn, wie auch die LP-Covergestaltung von Bands wie Joy Division, OMD und New Order. Nach dem Abitur am Rhein-Maas-Gymnasium Aachen arbeitete er ein Jahr im Büro des Grafikdesigners Lo Breier (Wiener, Tempo, Die Woche, ARD). Von 1996 bis 2001 studierte Lombardo an der Fachhochschule Aachen Grafikdesign und schloss sein Diplom mit Auszeichnung ab. Prägend wurde er als Artdirektor des Popkultur-Magazins Spex, das er direkt nach dem Design-Diplom gestalterisch bis 2006 leitete. Lombardo erfand für Spex einen Stil, der in Zeiten der Computergrafik das Handwerkliche betonte und damit eine Renaissance der haptischen Illustration und des experimentellen Gestaltens auslöste. Neben seiner Arbeit für Spex gründete er 2004 in Köln das BUREAU Mario Lombardo.
2007 übernahm er die Artdirektion der Kultur- und Modezeitschrift Liebling (bis 2009), deren großflächiges Zeitungsformat neue Impulse setzte. 2008 zog er mit seinem Büro von Köln nach Berlin. Im selben Jahre wurde er von der LeadAcademy für seine gesamte bisherige Arbeit zum „Visual Leader of the Year“ gewählt. Seit 2009 betreut Lombardo verschiedene Printprodukte wie die Magazine der Kaufhäuser Kadewe, Oberpollinger und Alsterhaus, das Kultur- und Modeheft Sleek oder Kampagnen für Mercedes-Benz, Fiat und Absolut Vodka.
Mitte der 2010er-Jahre schaffte sich Lombardo ein weiteres Standbein und beschäftigte sich von 2013 bis 2015 mit der Kreation von Gerüchen, Aromen und Essenzen. Im Jahr 2016 brachte er unter dem Label „Atelier Oblique“ seine erste eigene Duftlinie heraus, zunächst als Duftkerzenalphabet mit 27 Kerzen in edlen weißen Glasbehältern mit 26 schwarzen Buchstaben. Im Jahr 2018 folgten die Parfümserien, die er mit seinem Konzept der „Bottled Poetry“, einer Verbindung von Poesie und Duft, bedient und bisher in zehn Variationen auf dem Markt kamen.
Lombardo arbeitet bevorzugt interdisziplinär und schafft so Zusammenhänge zwischen Sprache, Raum, Ästhetik und Material. Neben Zeitschriften (Dummy, Mono.Kultur, Page) und Büchern (Die Gestalten Verlag, Verlag Hermann Schmidt, Hoffmann und Campe, Suhrkamp) gestaltet Lombardo auch regelmäßig Platten- und DVD-Cover (Rapid Eye Movies, Warner Music, EMI, Universal), Corporate Identities (VIVA Deutschland, Bielefelder Kunstverein, Emschergenossenschaft, 7. Berlin Biennale) und Ausstellungen ("Vertrautes Terrain" im ZKM Karlsruhe, "Weltwissen" im Martin-Gropius-Bau, Berlin).
Lombardo ist Jury-Mitglied diverser Fotografie- und Designpreise (Gute Aussichten, LeadAward, Bridges). Er lehrt an verschiedenen Gestaltungshochschulen (Bauhaus-Universität Weimar, Universität der Künste Berlin, Fachhochschule Düsseldorf, Fachhochschule Potsdam, Merz Akademie Stuttgart, Hochschule für Künste Bremen, Hochschule Pforzheim).

## Auszeichnungen (Auswahl)
- Creativ Club Austria (2000)
- red dot design award (2001)
- Art Directors Club (2002–2008)
- LeadAward (2002–2006)
- Type Directors Club (2003, 2004)
- LeadAward Visual Leader (2008)